# Rivière Cacouna
Pour les articles homonymes, voir Cacouna (homonymie).
La rivière Cacouna coule dans les municipalités de Saint-François-Xavier-de-Viger, Saint-Modeste et Saint-Épiphane, dans la municipalité régionale de comté de Rivière-du-Loup, dans la région administrative du Bas-Saint-Laurent, au Québec, au Canada.
La rivière Cacouna est un affluent de la rive est de la rivière Verte où elle se déverse dans la municipalité de Saint-Épiphane.

## Géographie
La rivière Cacouna prend sa source de ruisseaux forestiers situés dans la Saint-François-Xavier-de-Viger. Cette source est située de l'estuaire maritime du Saint-Laurent, au nord du centre du village de Saint-François-Xavier-de-Viger et au sud-est du centre du village de Saint-Épiphane.
À partir de sa source, la rivière Cacouna coule sur environ  27 km en zone forestière et agricole selon les segments suivants :
- vers le sud dans la Saint-François-Xavier-de-Viger, jusqu'à la route 291 qu'elle coupe à 0,6 km à l'ouest du centre du village ;
- vers le sud-ouest, jusqu'à la confluence du ruisseau Dubé (venant du sud-est) ;
- vers le sud-ouest, jusqu'à la confluence (venant du sud) de la décharge du lac Pluvieux ;
- vers le nord, puis l'ouest, jusqu'à limite entre Saint-François-Xavier-de-Viger et Saint-Modeste ;
- vers le nord-ouest dans Saint-Modeste, en formant une grande boucle vers le sud, jusqu'à la décharge venant de l'ouest du lac A ;
- vers le nord, jusqu'à la limite de Saint-Épiphane ;
- vers le nord dans Saint-Épiphane en parallèle sur 2,3 km du côté ouest du chemin du 4e rang ouest, jusqu'à la route du 3e rang ouest ;
- vers le nord-ouest, jusqu'à la route du 2e rang ouest qu'elle coupe au sud-ouest de la route 291 ;
- vers l'ouest, en longeant le chemin du Bras du côté sud et en serpentant jusqu'au chemin du Bras ;
- vers le nord-ouest, en formant une boucle vers le nord, jusqu'à sa confluence.

La rivière Cacouna se déverse sur la rive est de la rivière Verte, au village de la municipalité de Saint-Épiphane. Cette confluence est située en aval du pont du chemin du Bras et en amont du pont du chemin de la Seigneurie (route 291).

## Toponymie
Le terme « Cacouna » se réfère à plusieurs toponymes ou hydronymes situés sur le littoral sud-est du fleuve Saint-Laurent au nord-est de Rivière-du-Loup : municipalité, île, port, rivière, rocher, presqu'île, réserve indienne...
Le toponyme « rivière Cacouna » a été officialisé le 5 décembre 1968 à la Commission de toponymie du Québec.